# Christian Frosch (Regisseur)
Christian Frosch (* 1966 in Waidhofen an der Thaya) ist ein österreichischer Filmregisseur, Drehbuchautor und Filmproduzent.

## Leben
Christian Frosch absolvierte eine Fotografenausbildung an der Höheren Graphische Bundes-Lehr- und Versuchsanstalt in Wien. Anschließend besuchte er zunächst die Filmakademie Wien, später wechselte er an die Deutsche Film- und Fernsehakademie Berlin, wo er sein Studium erfolgreich beendete.
Für das Drehbuch zu seinem Kinodebüt Die totale Therapie (1996) mit Blixa Bargeld wurde er mit dem Carl-Mayer-Drehbuchpreis ausgezeichnet. Sein zweiter Kinofilm k.af.ka fragment (2001) mit Lars Rudolph in der Rolle des Franz Kafka erhielt beim International Film Festival Rotterdam den Pearl of the World Award und auf dem Kinotawr-Filmfestival in Sotschi den Spezialpreis der Jury. 2002 gründet er gemeinsam mit Kristina Konrad und Ursula Scribano die Produktionsfirma weltfilm. Für den Film Von jetzt an kein Zurück (2014) wurde er mit dem Österreichischen Filmpreis 2016 in der Kategorie Bestes Drehbuch ausgezeichnet, der Film wurde außerdem unter anderem mit dem Diagonale-Publikumspreis 2015 ausgezeichnet und im Rahmen der Edition österreichischer Film von Hoanzl und dem Standard auf DVD veröffentlicht. 2017 drehte er den Film Murer – Anatomie eines Prozesses mit Karl Fischer in der Rolle des Franz Murer, zu dem Christian Frosch auch das Drehbuch schrieb.
Christian Frosch ist Mitglied der Akademie des Österreichischen Films, im Verband Filmregie Österreich und der Austrian Directors Association sowie des Drehbuchforums Wien. Er lebt in Berlin und Wien.

## Filmografie (Auswahl)
- 1986: Eingriffe (Regie)
- 1987: Verkommenes Ufer (Regie)
- 1987: Studio Schönbrunn (Regie)
- 1991: Europa will sterben (Regie und Drehbuch)
- 1993: Die Finsternis und ihr Eigentum  (Regie)
- 1994: Sisi auf Schloß Gödöllö (Regie und Drehbuch, Koproduzent)
- 1996: Die totale Therapie (Regie und Drehbuch)
- 1996: Eine Seekrankheit auf festem Lande (Kurzfilm, Regie und Drehbuch, Produzent)
- 1997: Gesches Gift (Drehbuch)
- 2002: K.af.ka fragment  (Regie und Drehbuch)
- 2005: Unser America (Dokumentation, Drehbuch)
- 2007: Weisse Lilien  (Regie und Drehbuch)
- 2011: Love Songs for Scumbags (Koproduzent)
- 2012: The Place We Left (Dokumentation, Produzent)
- 2014: Von jetzt an kein Zurück (Regie und Drehbuch)
- 2014: Resort (Kurzfilm, Produzent)
- 2015: Linie 41 (Dokumentation, Koproduzent)
- 2017: Shot in the Dark (Dokumentation, Produzent)
- 2018: Murer – Anatomie eines Prozesses (Regie und Drehbuch)

## Auszeichnungen und Nominierungen (Auswahl)
- 1994: Carl-Mayer-Drehbuchpreis für Die totale Therapie
- 2005: Carl-Mayer-Drehbuchpreis für Vanitas
- Für Von jetzt an kein Zurück:
  - 2015: Diagonale – Publikumspreis für
  - 2016: Österreichischer Filmpreis 2016 – Auszeichnung in der Kategorie Bestes Drehbuch
- Für Murer – Anatomie eines Prozesses
  - 2018: Diagonale – Großer Diagonale-Preis / Bester Spielfilm[7]
  - 2018: Viennale – Wiener Filmpreis – Spezialpreis der Jury[8]
  - 2019: Österreichischer Filmpreis 2019 – Auszeichnung in der Kategorie Bester Spielfilm, Nominierung in den Kategorien Beste Regie und Bestes Drehbuch[9][10]
  - 2019: Thomas-Pluch-Drehbuchpreis (Hauptpreis)[11]
  - 2019: Romyverleihung 2019 – Nominierung in der Kategorie Beste Regie Kinofilm[12]